# Stenaulophrys
Stenaulophrys är ett släkte av insekter. Stenaulophrys ingår i familjen spottstritar.
Kladogram enligt Catalogue of Life:
| Stenaulophrys | \| \| Stenaulophrys bimaculata \| \| \| \| \| \| Stenaulophrys horishana \| \| \| \| |
|               | \| \| Stenaulophrys bimaculata \| \| \| \| \| \| Stenaulophrys horishana \| \| \| \| |
|               | Stenaulophrys bimaculata                                                             |
|               |                                                                                      |
|               | Stenaulophrys horishana                                                              |
|               |                                                                                      |